# Vlag van Vilnius (stad)

Vlag van Vilnius (ratio 2:3)

De vlag van Vilnius (Litouws: Vėliava Vilniaus) is de gemeentelijke vlag van de Litouwse hoofdstad Vilnius.
De vlag bestaat uit drie banen, twee rode banen met daartussen een dunnere gele baan. Het wapen is in het midden van de vlag geplaatst. Het betreft hier de kleine versie van het wapen. De verhouding van de vlag is 2:3.

## Vlag van Užupis

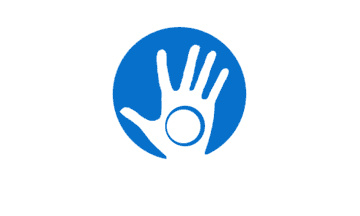
Vlag van Užupis

Užupis is een stadsdeel van Vilnius, De vlag bestaat uit een handpalm op een wit veld. De kleur van de handpalm verandert per seizoen, in de volgorde blauw (winter), groen (lente), geel (zomer) en rood (herfst).